# Medgidia
Medgidia é uma cidade da Roménia, no județ (distrito) de Constanța com 43.867 habitantes.